# 11 mars
Pour les articles homonymes, voir Onze-Mars.
11 février 11 avril
Chronologies thématiques
- Croisades
- Ferroviaires
- Sports
- Disney
- Anarchisme
- Catholicisme

Abréviations / Voir aussi
- (° 1852) = né en 1852
- († 1885) = mort en 1885
- a.s. = calendrier julien
- n.s. = calendrier grégorien
- Calendrier
- Calendrier perpétuel
- Liste de calendriers
- Naissances du jour

Le 11 mars est le 70e jour, moins souvent le 71e, de l'année du calendrier grégorien ; il en reste ensuite 295.
C'était généralement le 21e jour du mois de ventôse dans le calendrier républicain / révolutionnaire français officiellement dénommé jour de la mandragore (une plante).

## Événements

### IIIesiècle
- 222 : Héliogabale est assassiné puis son cadavre traîné dans les rues de Rome et jeté dans le Tibre.

### IXesiècle
- 843 : une cérémonie officielle en la basilique Sainte-Sophie, présidée par l'impératrice de Byzance Théodora, rétablit le culte des images.

### XIVesiècle
- 1387 : victoire de John Hawkwood à la bataille de Castagnaro.

### XVIesiècle
- 1513 : le cardinal Jean de Médicis fils de Laurent de Médicis est élu 217e pape de l'Église catholique sous le nom de Léon X (fin de son pontificat en 1521).
- 1526 : mariage public de Charles Quint avec l'infante Isabelle de Portugal à Séville.
- 1578 : Nicolò da Ponte est élu doge de Venise.
- 1597 : les troupes espagnoles s'emparent d'Amiens, pendant la huitième guerre de Religion.

### XVIIesiècle
- 1641 : victoire des Guaranis sur les Bandeirantes à la bataille de Mbororé.
- 1649 : la paix de Rueil met fin à la Fronde.
- 1674 : prise de Vesoul, par le duc de Navailles.

### XVIIIesiècle
- 1793 : début des massacres de Machecoul, lors de la guerre de Vendée.
- 1794 : Carnot, Monge, et Lamblardie, sont chargés de la création de la future École polytechnique.

### XIXesiècle
- 1810 : mariage par procuration entre Marie-Louise d'Autriche et Napoléon Ier dans l'église des Augustins à Vienne.
- 1813 : entrée de l'armée impériale russe à Berlin dans le cadre de la campagne d'Allemagne.
- 1824 : création du Bureau des affaires indiennes aux États-Unis.
- 1845 : bataille de Kororāreka (en), opposant les Maoris aux Britanniques, en Nouvelle-Zélande.
- 1861 : adoption de la Constitution des États confédérés.
- 1879 : Shō Tai abdique, mettant fin au royaume de Ryūkyū.
- 1892 : Attentat du Boulevard Saint-Germain, début de l'ère des attentats (1892-1894).

### XXesiècle
- 1911 : la France s'aligne sur l'heure du méridien de Greenwich et abandonne le méridien de Paris.
- 1916 : la cinquième bataille de l'Isonzo sur le front italien débute et durera huit jours.
- 1917 : l'armée britannique occupe Bagdad.
- 1938 : Kurt Schuschnigg, chancelier fédéral d'Autriche, est poussé à la démission par Hitler. L'Anschluss aura lieu le lendemain.
- 1941 : avec la loi Lend-Lease, ou « Prêt-bail », les États-Unis rompent avec leur politique isolationniste.
- 1945 : 
  - proclamation de l'empire du Viêt Nam, État fantoche de l'empire du Japon.
  - la marine impériale japonaise organise une attaque kamikaze à longue portée contre les transporteurs de la 5e flotte américaine ancrés dans l'atoll d'Ulithi.
- 1946 : Rudolf Höss est capturé par l'armée britannique.
- 1963 : exécution du colonel Jean-Marie Bastien-Thiry à la suite de l'attentat du Petit-Clamart contre le général de Gaulle.
- 1970 : au Cambodge, des manifestants saccagent les ambassades du Viêt Nam du Nord et du gouvernement provisoire du Viêt Nam du Sud à Phnom Penh, pendant la guerre civile.
- 1975 : António de Spínola tente un coup d'État qui échoue, sous la Troisième République portugaise.
- 1978 : massacre de la route côtière en Israël, par le Fatah et l'OLP.
- 1982 : Scott Hamilton devient champion du monde de patinage artistique.
- 1983 : le sommet des non-alignés, réuni à New Delhi, accuse Israël « d'actes de génocide contre le peuple palestinien ».
- 1985 : Mikhaïl Gorbatchev, 55 ans, est élu secrétaire général du Parti communiste de l'Union soviétique, succédant à Konstantin Tchernenko.
- 1986 : Jean-Marie Le Pen, homme politique français, est condamné pour « antisémitisme insidieux ».
- 1987 : Helmut Kohl est réélu chancelier d'Allemagne fédérale, à la tête du Cabinet Kohl III.
- 1990 :
  - le Parlement lituanien signe l'acte de rétablissement de l'État lituanien, proclamant ainsi l'indépendance du pays.
  - des Mohawks de Kanesatake, Canada, érigent une barricade symbolique contre l'agrandissement du terrain de golf d'Oka, ce qui conduira à la crise d'Oka.
  - Patricio Aylwin devient président de la république du Chili, le premier de la transition démocratique.

### XXIesiècle
- 2001 :
  - premier tour des élections municipales en France.
  - Janica Kostelić remporte la Coupe du monde féminine de ski alpin.
  - les Talibans détruisent à l'explosif les Bouddhas de Bâmiyân.
- 2003 : les États-Unis ajoutent à leur arsenal militaire la bombe MOAB (Massive Ordnance Air Blast Bomb - munition massive à effet de souffle), qui vient d'être testée en Floride.
- 2004 : attaque terroriste à Madrid (Espagne). Des attentats sanglants frappent presque simultanément des trains et des gares madrilènes en pleine heure de pointe, tuant 191 personnes et en blessant plus de 1 500.
- 2005 : 
  - sortie européenne de la console portable de Nintendo, la Nintendo DS.
  - le transporteur à rabais Jetsgo de Montréal met fin à ses activités.
- 2006 : Michelle Bachelet est devenue la présidente du Chili.
- 2007 : après 12 ans passés à la tête de l'État français, Jacques Chirac annonce qu'il ne briguera pas un troisième mandat.
- 2009 : fusillade de l'Albertville-Realschule. Tim Kretschmer, ancien élève âgé de 17 ans, tue 16 personnes (10 élèves, 3 enseignants et 3 passants), à Winnenden (Allemagne), avant de se donner la mort.
- 2011 :
  - un séisme de magnitude 9,0 sur l'échelle de Richter a lieu au Japon. Il s'ensuit un tsunami qui s'abat sur les côtes de l'Asie orientale et un grave accident nucléaire à la centrale de Fukushima (Japon).
  - commercialisation de l'iPad 2 aux États-Unis.
- 2012 : massacre de Kandahar en Afghanistan.
- 2014 : le conseil suprême de la république autonome de Crimée et le conseil municipal de la ville de Sébastopol déclarent l’indépendance de la république de Crimée, par sécession de l’Ukraine.
- 2018 :
  - en Colombie, des élections législatives sont organisées.
  - à Cuba, des élections législatives sont organisées.
  - au Chili, Sebastián Piñera, est investi pour la seconde fois président de la république du Chili.
- 2019 : le président Abdelaziz Bouteflika renonce à briguer un cinquième mandat et reporte sine die l'élection présidentielle après 23 jours de manifestations en Algérie, allongeant de facto la durée de sa fonction, le Premier ministre Ahmed Ouyahia démissionne.
- 2020 : l'OMS considère l’épidémie de Covid-19 comme une pandémie[1].
- 2022 : Déclaration de Versailles, document des dirigeants de l'Union européenne (UE) en réponse à l'invasion de l'Ukraine réaffirmant le soutien de l'UE à l'Ukraine.

- 2024 : à Haïti, dans un contexte d'instabilité politique et de guerre des gangs, le Premier ministre, Ariel Henry, démissionne sous la pression populaire et internationale, après la fin de son mandat le 7 février[2].
- 2025 :
  - au Groenland, les élections législatives afin de renouveler les 31 membres de l'Inatsisartut. L’opposition de centre droit remporte le scrutin[3].
  - aux Philippines, l'ancien président Rodrigo Duterte (photo) est arrêté sur un mandat de la CPI pour crimes contre l'humanité commis durant sa présidence[4].

## Arts, culture et religion
- 1851 : première à Venise de l'opéra Rigoletto de Verdi.
- 1996 : les ex-Beatles repoussent une offre de 225 millions de dollаrs рour se réunir en vue d'une tournée.
- 1997 : Paul McCartney, l'ex-Beatle, est fait chevalier par la reine Élisabeth II.
- 2001 : Jean-Paul II béatifie 233 religieuses, moines et laïcs, victimes de la guerre civile espagnole entre 1936 et 1939.
- 2022 : Sortie du film Turning Red sur Disney+

## Sciences et techniques
- 1712 : 11 mars décompté à titre unique comme un 30 février en Suède (10 mars grégorien), entre le retour provisoire au calendrier julien par ce pays décidé l'année 1711 précédente et son adoption définitive du calendrier grégorien en 1753.
- 1878 : Thomas Edison présente le phonographe à l'Académie des sciences.
- 1993 : premier vol de l'Airbus A321 (version allongée de l'A320).
- 2025 : annonce de la découverte de 128 nouveaux satellites de Saturne, ce qui porte leur total à 274[5].

## Économie et société
- 1702 : le Daily Courant commence à paraître, considéré comme le premier quotidien anglais.
- 1888 : le grand blizzard commence à frapper les États-Unis.
- 1891 : le premier match public de l'histoire du basket-ball se dispute au collège de Springfield, Massachusetts.
- 1932 : loi Landry de généralisation des allocations familiales en France[6].
- 1991 : Monica Seles devient la plus jeune joueuse no 1 à la WTA, à l'âge de 17 ans, 3 mois et deux jours.
- 1995 : Yolanda Chen porte le record du monde féminin indoor du triple saut à 15,03 m.
- 1996 : attribution des marchés publics de la construction et la rénovation des lycées d'Île-de-France ; la vice-présidente du conseil régional d'Île-de-France chargée de la Commission des marchés Claude-Annick Tissot révèle dans une note adressée au président RPR du conseil régional Michel Giraud « de graves anomalies » dans le fonctionnement de la Commission des marchés.
- 1998 : le corps de l'acteur et chanteur Yves Montand mort six ans plus tôt est exhumé pour un test destiné à comparer son ADN avec celui d'une jeune femme de 22 ans qui affirme être sa fille (Aurore Drossard), ces analyses s'avéreront négatives.
- 2000 : un coup de grisou tue 81 mineurs dans une mine de charbon de l'est de l'Ukraine.
- 2017 : un attentat du Hayat Tahrir al-Cham contre des pèlerins chiites à Damas provoque au moins 74 morts.
- 2020 :  l'OMS déclare que l'épidémie de maladie à coronavirus qui a commencé en 2019 est une pandémie[7].
- 2025 : au Pakistan, l'Armée de libération du Baloutchistan attaque un train et prend en otage ses 450 passagers[8].

## Naissances

### XVesiècle
- 1440 : Pino III Ordelaffi, noble italien († 1480).

### XVIesiècle
- 1513 : Francisco de Salinas, organiste et théoricien de la musique espagnol († 13 janvier 1590).
- 1530 : Jean-Guillaume de Saxe-Weimar, prince allemand de la Maison de Wettin († 2 mars 1573).
- 1544 : Le Tasse, poète et écrivain italien († 25 avril 1595).
- 1549 : Hendrik Laurenszoon Spiegel, poète et prosateur de la république des Sept Pays-Bas-Unis († 4 janvier 1612).
- 1551 : Guillaume III de Cheisolme, évêque de Vaison-la-Romaine († 13 décembre 1629).
- 1571 : Jules-Ernest de Brunswick-Dannenberg, duc de Brunswick-Lunebourg et prince de Dannenberg († 26 octobre 1636).

### XVIIesiècle
- 1601 : Charles Jacques Huault de Montmagny, gouverneur général de la Nouvelle-France de 1636 à 1648 († 4 juillet 1657).
- 1605 : Antonio Bertali, compositeur et violoniste italien († 17 avril 1669).
- 1643 : Laurent Fauchier, peintre portraitiste français († 25 mars 1672).
- 1649 : Gianalberto Badoaro, cardinal italien († 17 mai 1714).
- 1666 : 
  - Giacinto Boccanera, peintre italien († 17 mars 1746).
  - Marcelline Pauper, religieuse française († 25 juin 1708).
- 1678 : Prosper Marchand, libraire français († 14 juin 1756).
- 1683 : Giovanni Veneziano, compositeur et pédagogue italien († 13 avril 1742).
- 1685 : Jean-Pierre Niceron, écrivain et compilateur français († 8 juillet 1738).

### XVIIIesiècle
- 1718 : Ulanara, impératrice de Chine († 14 juillet 1766).
- 1726 : Louise d'Épinay, femme de lettres française († 17 avril 1783).
- 1730 : Otto Friedrich Müller, zoologiste danois († 26 décembre 1784).
- 1735 : Pierre Dubern, grand négociant et notable influent de Nantes († octobre 1810).
- 1741 : Louis Joseph de Warenghien de Flory, homme politique et magistrat français († 11 janvier 1824).
- 1745 : Bodawphaya, ou Bodawpaya, roi d'Ava (en actuelle Birmanie) de 1782 à 1819 († 5 juin 1819).
- 1754 : Pepe Hillo (José Delgado Guerra dit), matador espagnol († 11 mai 1801).
- 1757 : Pierre-Fridolin Piet-Berton de Chambelle, militaire, administrateur et homme de lettres français († 18 septembre 1819).
- 1765 : Rémy Grillot, général de brigade français († 3 mai 1813).
- 1776 : Johannes Burchart VIII, pharmacien de la ville de Tallinn en Estonie, féru d'antiquité († 6 mars 1838).
- 1779 : 
  - François Berge, général d'empire († 11 avril 1832).
  - Jean-Pierre Granger, peintre néoclassique français († 1er décembre 1840).
- 1790 : Olof Johan Södermark (sv), peintre suédois († 15 octobre 1848).
- 1793 : Jean-Pierre Pescatore, philanthrope et homme d'affaires d'origine luxembourgeoise, naturalisé français († 9 décembre 1855).

### XIXesiècle
- 1801 : Jules Guérin, médecin belge († 25 janvier 1886).
- 1802 : Hippolyte de La Morvonnais, homme de lettres français († 4 juillet 1853).
- 1806 : Louis Boulanger, peintre romantique, lithographe et illustrateur français († 5 mars 1867).
- 1811 : Urbain Le Verrier, mathématicien, astronome, météorologue et homme politique français († 23 septembre 1877).
- 1812 : « El Lavi » (Manuel Díaz Cantoral dit), matador espagnol († 9 décembre 1858).
- 1815 : Anna Bochkoltz, soprano, professeure de chant et compositrice allemande († 24 décembre 1879).
- 1817 : 
  - Ignace François Van Der Kerkhoven, 4e supérieur de l'abbaye de Parc († 30 décembre 1870).
  - Georg Saal, peintre allemand de l'École de Barbizon († 3 octobre 1870).
- 1818 : Marius Petipa, danseur, maître de ballet et chorégraphe français († 14 juillet 1910).
- 1819 : Henry Tate, fondateur de la Tate Gallery à Londres († 5 décembre 1899).
- 1822 : Joseph Bertrand, mathématicien, historien des sciences et académicien français († 3 avril 1900).
- 1824 : Ferdinand Carré, ingénieur français, inventeur des appareils frigorifiques destinés à produire de la glace pour les brasseries († 11 janvier 1900).
- 1825 : Joseph Doutre, écrivain et homme politique canadien († 3 février 1886).
- 1832 : Henri Victor Tournaillon, organiste et compositeur français († 20 octobre 1887).
- 1841 : saint Benoît Menni, religieux italien béatifié en 1985 puis canonisé en 1999 par Jean-Paul II († 24 avril 1914).
- 1844 : Édouard Devambez, industriel, graveur, imprimeur et éditeur d'art français († 2 juin 1923).
- 1845 : Georges Maurice Debove, médecin français des hôpitaux de Paris, doyen de la Faculté de médecine de Paris († 19 novembre 1920).
- 1851 : 
  - Émile Barau, artiste peintre français († 19 novembre 1930).
  - Alfred-Désiré Lanson, sculpteur français († 3 avril 1898).
- 1852 : Jean Rameau, maître sonneur, poète et chansonnier berrichon († 23 avril 1931).
- 1856 : Georges Petit, galeriste et marchand d'art français († 12 mai 1920).
- 1862 : Jean Lemaistre, homme politique français († 10 mars 1951).
- 1877 : Maurice Halbwachs, auteur français († 16 mars 1945).
- 1878 : René Vierne, organiste et compositeur français, mort pour la France († 29 mai 1918).
- 1883 : Charles Bilot, footballeur français († 17 septembre 1912).
- 1884 : 
  - Jean Casimir Danysz, physicien français († 3 novembre 1914).
  - Victor Dupré, coureur cycliste français († 7 juin 1938).
- 1885 : 
  - Malcolm Campbell, pilote de course automobile britannique († 31 décembre 1948).
  - Maurice Delannoy, sculpteur, graveur de médailles et de monnaies français († 26 avril 1972).
- 1887 : Raoul Walsh, réalisateur américain († 31 décembre 1980).
- 1891 : Michael Polanyi, polymathe et épistémologue hongrois († 22 février 1976).
- 1896 : André Parmentier, avocat et homme politique français († 8 avril 1991).
- 1897 : Henry Cowell, compositeur, pianiste, théoricien, professeur, éditeur et imprésario américain († 10 décembre 1965).
- 1898 : 
  - Dorothy Gish, actrice américaine († 4 juin 1968).
  - Yakup Satar, vétéran turc de la Première Guerre mondiale, supercentenaire († 2 avril 2008).
- 1899 : Frédéric IX, roi de Danemark de 1947 à 1972 († 14 janvier 1972).

### XXesiècle
- 1903 : Lawrence Welk, musicien et chef d’orchestre américain († 17 mai 1992).
- 1906 : Zino Davidoff, fabricant ukraino-suisse de cigares († 14 janvier 1994).
- 1907 :
  - Heinz Brandt, officier allemand de la Wehrmacht († 22 juillet 1944).
  - Helmuth James von Moltke, juriste et conspirateur allemand, fondateur du Cercle de Kreisau († 23 janvier 1945).
- 1910 : Jacinta Marto, voyante de Fatima et sainte portugaise († 20 février 1920).
- 1911 :
  - Alba de Céspedes, femme de lettres italienne († 14 novembre 1997).
  - Roger Dorsinville, poète, romancier, essayiste, dramaturge, journaliste, enseignant, homme politique et diplomate haïtien († 12 janvier 1992).
  - Fitzroy MacLean, militaire, aventurier, diplomate et homme politique écossais († 15 juin 1996).
  - Arkadi Migdal, physicien soviétique († 9 février 1991).
  - Pericle Patocchi, écrivain et enseignant suisse († 13 avril 1968).
  - Gabrielle Scellier, pharmacienne et femme politique française († 8 février 2004).
  - Achille Viadieu, résistant toulousain de la Seconde Guerre mondiale († 2 juin 1944).
- 1914 :
  - Bernard Antoinette, footballeur français († 5 mars 2008).
  - Élisabeth Boselli, première femme pilote de chasse de l'Armée de l'air française († 25 novembre 2005).
  - Álvaro del Portillo, évêque espagnol († 23 mars 1994).
- 1915 : Hervé-Maria Le Cléac’h, évêque catholique français, évêque émérite de Taiohae ou Tefenuaenata († 13 août 2012).
- 1916 : Harold Wilson, homme d'État britannique, premier ministre du Royaume-Uni de 1964 à 1970 et de 1974 à 1976 († 24 mai 1995).
- 1917 : Aimée Castain, artiste peintre français († 10 août 2015).
- 1920 : Nicolaas Bloembergen, physicien américain d’origine néerlandaise, prix Nobel de physique en 1981 († 5 septembre 2017).
- 1921 : 
  - Frank Harary, mathématicien américain († 4 janvier 2005).
  - Astor Piazzolla, compositeur argentin, père du tango moderne († 4 juillet 1992).
- 1922 : Cornelius Castoriadis, philosophe et psychanalyste français († 26 décembre 1997).
- 1923 :
  - Agatha Barbara, femme politique maltaise, première et seule femme présidente de la république de Malte, de 1982 à 1987 († 4 février 2002).
  - Louise Brough Clapp, joueuse de tennis américaine († 3 février 2014).
  - Alice von Hildebrand, philosophe et théologienne catholique belgo-américaine († 14 janvier 2022).
- 1924 : Jozef Tomko, cardinal slovaque, préfet émérite de la Congrégation pour l'évangélisation des peuples († 8 août 2022).
- 1925 : Christopher Anvil, écrivain américain de science-fiction († 30 novembre 2009).
- 1926 : Ralph David Abernathy, pasteur américain, défenseur des droits civiques († 17 avril 1990).
- 1927 : Vince Boryla, joueur, entraîneur et dirigeant américain de basket-ball  († 27 mars 2016).
- 1928 : 
  - Frederick Stafford, acteur australien d'origine tchèque († 28 juillet 1979).
  - Marilyn Ruth Take, patineuse artistique canadienne († 14 avril 2023).
- 1929 : 
  - Alfred Tonello, coureur cycliste français († 21 décembre 1996).
  - Józef Zapędzki, tireur sportif polonais, champion olympique.
- 1930 :
  - Marc Dautry, graveur, sculpteur et dessinateur français († 12 juillet 2008).
  - Claude Jutra, réalisateur, acteur, scénariste, monteur, directeur de la photographie et producteur québécois († 5 novembre 1986).
  - Troy Ruttman, pilote automobile américain qui s'illustra aux 500 miles d'Indianapolis († 19 mai 1997).
- 1931 :
  - Diane Brewster, actrice américaine († 12 novembre 1991).
  - Rupert Murdoch, journaliste et homme d'affaires australien, 88e fortune mondiale en 2006.
- 1932 :
  - Leroy Jenkins, violoniste et compositeur américain († 24 février 2007).
  - Nigel Lawson, homme politique britannique.
  - Sandra Milo, actrice italienne.
- 1934 :
  - Roger Coggio, comédien et réalisateur français († 20 octobre 2001).
  - Ingrid Lotz, athlète allemande spécialiste du lancer du disque.
- 1935 : Ernst Lindner, joueur de football allemand († 11 octobre 2012).
- 1936 : Harald zur Hausen, médecin et virologue allemand, prix Nobel de physiologie ou médecine en 2008.
- 1937 : Aleksandra Zabelina, escrimeuse soviétique, triple championne olympique.
- 1938 :
  - Joseph Brooks (en), compositeur, réalisateur et scénariste américain († 22 mai 2011).
  - Viktor Konovalenko, hockeyeur russe († 20 février 1996).
- 1939 : Jacques Santi, acteur et réalisateur français († 29 mars 1988).
- 1940 : Pascale Breugnot, productrice de télévision française.
- 1942 : Paul Leduc, réalisateur, scénariste, producteur, monteur et critique de cinéma mexicain.
- 1943 :
  - Raymond Delisle, coureur cycliste français († 11 août 2013).
  - Julieta Dobles, poétesse costaricienne.
  - Arturo Merzario, pilote automobile italien.
- 1945 : Pirri, footballeur espagnol.
- 1946 :
  - Jean-Paul Baudecroux, fondateur et principal actionnaire du groupe audiovisuel NRJ.
  - Bernard Cauvin, homme politique français.
- 1947 :
  - Jean-Paul Chambas, artiste-peintre français.
  - Jean-Jacques Lasserre, homme politique français.
  - Tristan Murail, compositeur français.
  - Francine Ouellette, romancière québécoise.
- 1949 : Roger Jouve, footballeur français.
- 1950 :
  - Laure Adler, journaliste et écrivain française.
  - Katia Labèque, pianiste française.
  - Bobby McFerrin, chanteur et chef d'orchestre américain.
  - Jerry Zucker, producteur, réalisateur, scénariste et acteur américain, 840e fortune mondiale en 2007.
- 1951 :
  - Iraj Danaifar, footballeur international iranien († 12 décembre 2018).
  - Guy Milcamps, homme politique belge.
  - Patrick Moriau, personnalité politique belge († 20 juillet 2013).
  - Martin Peltier, écrivain et journaliste politique français.
  - Francis Saint-Ellier, homme politique français.
  - Dominique Sanda (Dominique Varaigne dite), actrice française.
- 1952 : Douglas Adams, écrivain britannique († 11 mai 2001).
- 1953 :
  - László Bölöni, footballeur puis entraîneur roumain ayant aussi la nationalité française.
  - Derek Daly, pilote de course automobile irlando-américain.
  - Ilona Richter, rameuse d'aviron est-allemande.
- 1955 :
  - Jean-Yves Bony, agriculteur et homme politique français.
  - Leslie Cliff, nageuse canadienne.
  - Nina Hagen, chanteuse allemande.
- 1956 :
  - Willie Banks, athlète américain spécialiste du triple saut.
  - Curtis L. Brown, astronaute américain.
  - Philippe Wahl, PDG du groupe La Poste.
- 1957 :
  - Henri Guaino, haut fonctionnaire français.
  - Gabriele Kühn, rameuse d'aviron est-allemande.
  - Cheryl Lynn, chanteuse américaine.
  - Qasem Soleimani, général iranien († 3 janvier 2020).
- 1959 :
  - Nina Hartley, actrice pornographique américaine.
  - Éric Stalner, auteur de bande-dessinée français.
  - Dejan Stojanović, poète serbo-américain, écrivain, essayiste, philosophe, homme d'affaires et journaliste.
- 1960 : Christophe Gans, réalisateur, producteur et scénariste français.
- 1961 :
  - Elias Koteas, acteur canadien.
  - Éric Naulleau, animateur de télévision, éditeur, traducteur, écrivain, critique littéraire et pamphlétaire français.
  - Bruno Podalydès, scénariste, réalisateur et acteur français.
- 1962 :
  - Jeffrey Nordling, acteur américain.
  - Ulrich Schreck, fleurettiste allemand.
- 1963 :
  - Marcos César Pontes, spationaute brésilien.
  - David LaChapelle, photographe et réalisateur américain.
  - Marc Tarabella, homme politique belge de langue française.
- 1964 :
  - Peter Berg, acteur, réalisateur, producteur, scénariste et compositeur américain.
  - Laurent Chemla, informaticien et entrepreneur français.
- 1965 :
  - Caroline Delemer, pentathlonienne française.
  - Erzsébet Kocsis, handballeuse hongroise.
- 1967 :
  - John Barrowman, comédien, chanteur et présentateur écossais.
  - Marc Bourgne, dessinateur et scénariste français de bande-dessinée.
  - Claude McKenzie, chanteur innu du Québec.
- 1968 :
  - Stéphane Bédard, homme politique québécois.
  - Lisa Loeb, chanteuse américaine.
- 1969 :
  - Terrence Howard, acteur américain.
  - Dawa Daichiri Sherpa, coureur d'ultra-trail et fondeur népalais.
- 1970 : André Biancarelli, footballeur français.
- 1971 :
  - Johnny Knoxville, acteur comique américain.
  - Martin Rucinsky, joueur de hockey sur glace tchèque.
- 1972 : Karine Fauconnier, navigatrice française.
- 1973 : Karine Berger, économiste et femme politique française.
- 1974 : Sagid Murtazaliev, lutteur russe d'origine dhagestanaise, champion olympique.
- 1975 :
  - Cedric Henderson, basketteur américain.
  - Arnaud Tsamere, comédien et humoriste français.
  - Buvaysar Saytiev, lutteur russe d'origine tchétchène, triple champion olympique.
- 1976 :
  - Enrico Degano, coureur cycliste italien.
  - Mariana Díaz-Oliva, joueuse de tennis professionnelle argentine.
- 1977 :
  - Joshua Coppins, pilote de motocross néo-zélandais.
  - Becky Hammon, joueuse américaine puis russe de basket-ball.
  - Michal Handzuš, hockeyeur professionnel slovaque.
- 1978 : Didier Drogba, footballeur ivoirien.
- 1979 :
  - Elton Brand, basketteur américain.
  - Fred Jones, basketteur américain.
  - Benji Madden, guitariste du groupe Good Charlotte dont son frère jumeau Joel est le chanteur.
  - Joel Madden, chanteur du groupe Good Charlotte qu'il a fondé avec son frère jumeau Benji.
- 1980 : Dan Uggla, joueur de baseball américain.
- 1981 : LeToya Luckett, chanteuse américaine.
- 1982 :
  - Thora Birch, actrice américaine.
  - Cosimo Caliandro, athlète italien († 10 juin 2011).
  - Anne-Claire Le Berre, athlète de l'équipe de France de voile olympique.
- 1983 :
  - Céline Couderc, nageuse française.
  - Żaneta Glanc, athlète polonaise spécialiste du lancer du disque.
  - Brad Oleson, basketteur américain.
- 1984 :
  - Marc-André Grondin, acteur québécois.
  - Anna Tsuchiya, chanteuse de J-rock, actrice, réalisatrice et mannequin.
- 1985 : Daniel Vázquez Evuy, footballeur équatoguinéen.
- 1986 :
  - Cindy Billaud, athlète française spécialiste du 100 mètres haies.
  - Dario Cologna, skieur de fond suisse, triple champion olympique.
  - Mariko Shinoda, chanteuse et actrice japonaise.
  - Sergey Zasimovich, spécialiste du saut en hauteur kazakh.
- 1987 :
  - Tanel Kangert, coureur cycliste estonien.
  - Ngonidzashe Makusha, athlète zimbabwéen spécialiste du sprint et du saut en longueur.
- 1988 : 
  - Fábio Coentrão, footballeur international portugais.
  - Virginie Hilssone, présentatrice française de télévision ès météorologie, climat et environnement.
- 1989 :
  - Malcolm Delaney, basketteur américain.
  - Jean-Pascal Fontaine, footballeur français.
  - Orlando Johnson, basketteur américain.
- 1990 : Joseph Yannick N'Djeng, footballeur international camerounais.
- 1991 : Jack Rodwell, footballeur anglais.
- 1993 :
  - Jodie Comer, actrice britannique.
  - Anthony Davis, basketteur américain.
  - Alexander Hill, rameur d'aviron australien.
  - Alexus Laird, nageuse seychelloise.
  - Noboru Shimura, footballeur japonais.
  - Elmé de Villiers, joueuse sud-africaine de badminton.
- 1994 : Handré Pollard, joueur de rugby à XV sud-africain, champion du monde.

## Décès

### IIIesiècle
- 222 : Héliogabale, empereur romain de 218 à sa mort violente ci-avant (°C. 203).

### Xesiècle
- 928 : Tomislav Ier de Croatie, duc des Croates à partir de 910 puis roi des Croates à partir de 925 et jusqu'à sa mort le 11 mars 928.

### XIIesiècle
- 1198 : Marie de France, fille de Louis VII (° 1145).

### XVesiècle
- 1486 : Albert III Achille de Brandebourg, burgrave de Bayreuth, burgrave d'Ansbach de 1440 à 1486, électeur de Brandebourg, burgrave de Nuremberg de 1470 à 1486 (° 9 novembre 1414).

### XVIesiècle
- 1514 : 
  - Charlotte d'Albret, épouse de César Borgia (° 1480).
  - Bramante (Donato di Angelo di Pascuccio dit), architecte italien (° 1444).
- 1575 : Matthias Flacius, théologien protestant allemand (° 3 mars 1520).

### XVIIIesiècle
- 1722 : John Toland, philosophe irlandais (° 30 novembre 1670).
- 1768 : Giovanni Battista Vaccarini, architecte sicilien (° 3 février 1702).
- 1779 : Louis Constantin de Rohan, cardinal français, évêque de Strasbourg (° 24 mars 1697).

### XIXesiècle
- 1810 : Armand Louis Debroc, général de brigade français (° 15 février 1772).
- 1812 : Philippe-Jacques de Loutherbourg, peintre franco-anglais (° 31 octobre 1740).
- 1813 : 
  - Jacques Pierre Abbatucci, général de division sous la Révolution (° 7 septembre 1723).
  - Jean-Louis Giraud-Soulavie, géographe, géologue, volcanologue, diplomate et historien français (° 8 juillet 1751).
- 1820 : Alexander Mackenzie, explorateur canadien d'origine écossaise (° 1764).
- 1830 : Gérard de Lally-Tollendal, homme politique et académicien français (° 5 mars 1751).
- 1837 : Louis François Jean Chabot, général français (° 27 avril 1757).
- 1842 : Jean-Pierre Moulive, sculpteur français (° 24 octobre 1813).
- 1857 : Claude-Nicolas Vaudrey, général et homme politique français (° 25 novembre 1784).
- 1860 : Soliman Pacha (Joseph Anthelme Sève), officier de la Grande Armée de Napoléon Bonaparte devenu généralissime de l'armée égyptienne (° 17 mai 1788).
- 1870 : Moshoeshoe Ier, roi du Lesotho (° 1786).
- 1873 : Guillaume Pauthier, orientaliste et poète français (° 4 octobre 1801).
- 1886 : 
  - Léonce Angrand, diplomate, dessinateur et collectionneur français (° 8 août 1808).
  - Franz Antoine, jardinier austro-hongrois (° 23 février 1815).
  - Éloy Ernest Forestier de Boinvilliers, avocat et homme politique français (° 28 novembre 1799).
- 1898 : William Starke Rosecrans, inventeur, dirigeant de la coal-oil company, diplomate, homme politique et officier de l'US Army (° 6 septembre 1819).

### XXesiècle
- 1907 : Jean Casimir-Perier, homme d'État français, président de la république de 1894 à 1895 (° 8 novembre 1847).
- 1918 : François Merry Delabost, médecin français inventeur de la douche en 1872 (° 29 août 1836).
- 1920 : Johann Vaillant, pionnier allemand des technologies de chauffage et fondateur de l'entreprise familiale Vaillant (° 27 avril 1851).
- 1922 : Anastasia Mikhaïlovna de Russie, Grande-Duchesse de Mecklembourg-Schwerin (° 28 juillet 1860).
- 1927 : Fernand Brunel, footballeur international français (° 9 février 1907).
- 1928 : Georges Guiraud, organiste, violoncelliste et compositeur français (° 8 mars 1868).
- 1930 : Silvio Gesell, économiste belge (° 17 mars 1862).
- 1931 : 
  - Arsène Henry, haut fonctionnaire et diplomate français (° 14 septembre 1848).
  - Friedrich Wilhelm Murnau, réalisateur allemand (° 28 décembre 1888).
- 1936 : Henri Sée, historien français, un des fondateurs de la Ligue des droits de l'homme, codirigeant du parti radical-socialiste (° 6 septembre 1864).
- 1941 : Karl Joseph Schulte, cardinal allemand, archevêque de Cologne (° 14 septembre 1871).
- 1943 : Marie-Josèphe de Portugal, infante du Portugal, duchesse en Bavière (° 19 mars 1857).
- 1944 : Irvin S. Cobb, écrivain, scénariste et acteur américain (° 23 juin 1876).
- 1949 : Henri Giraud, général et homme politique français (° 18 janvier 1879).
- 1951 : Alfred Duranleau, avocat et homme politique fédéral et provincial du Québec (° 1er novembre 1871).
- 1952 : Pierre Renoir, acteur français (° 21 mars 1885).
- 1955 : Alexander Fleming, biologiste britannique, co-découvreur de la pénicilline (° 6 août 1881).
- 1957 : Richard Byrd, officier naval, pionnier de l’aviation et explorateur américain (° 25 octobre 1888).
- 1958 : Ole Kirk Christiansen, entrepreneur danois, fabricant des jouets Lego (° 7 avril 1891).
- 1960 : 
  - Roy Chapman Andrews, explorateur, aventurier, paléontologue et naturaliste américain (° 26 janvier 1884).
  - Marcelle Chantal, actrice française (° 9 février 1898).
- 1963 : Jean-Marie Bastien-Thiry, ingénieur militaire français qui tenta de faire assassiner le Général de Gaulle (° 19 octobre 1927).
- 1965 : Clemente Micara, cardinal italien, vicaire général de Rome (° 24 décembre 1879).
- 1966 : Jean Laigret, médecin et biologiste français (° 17 août 1893).
- 1969 : John Wyndham, écrivain britannique de science-fiction (° 10 juillet 1903).
- 1970 : Erle Stanley Gardner, écrivain américain (° 17 juillet 1889).
- 1971 : Philo Farnsworth, pionnier américain de la télévision (° 19 août 1906).
- 1972 : Fredric Brown, écrivain américain (° 29 octobre 1906).
- 1973 : Jess Robbins, réalisateur, scénariste, producteur, acteur, directeur de la photographie et monteur américain (° 30 avril 1886).
- 1975 : Margarita Fischer, actrice américaine (° 12 février 1886).
- 1977 : Walter Hartmann, général des artilleries allemand pendant la Seconde Guerre mondiale (° 23 juillet 1891).
- 1978 : Claude François, chanteur français (° 1er février 1939).
- 1979 : Georges Adet, acteur français (° 22 juillet 1894).
- 1981 : Kazimierz Kordylewski, astronome polonais (° 11 octobre 1903).
- 1982 : Rose Repetto, styliste française d'origine italienne, créatrice de la marque Repetto (° 10 août 1900).
- 1983 : Stephan von Breuning, entomologiste allemand (° 21 novembre 1894).
- 1986 : Sonny Terry, chanteur et harmoniciste de blues américain (° 24 octobre 1911).
- 1988 : Pitus Prat, footballeur international espagnol (° 26 avril 1911).
- 1989 : Alof de Louvencourt, haut fonctionnaire français (° 31 mars 1911).
- 1992 : Richard Brooks, réalisateur américain (° 18 mai 1912).
- 1993 : 
  - Dino Bravo, lutteur professionnel québécois (° 6 août 1949).
  - Baila Marjanka, ouvrière communiste, engagée dans la Résistance durant la Seconde Guerre mondiale (° 23 février 1911).
- 1995 : 
  - Jean Bayard, joueur français de rugby à XV (° 23 octobre 1897).
  - Jean-Pierre Masson, acteur québécois (° 25 août 1919).
- 1996 : 
  - Vince Edwards, acteur et réalisateur américain (° 9 juillet 1928).
  - Charles William Oatley, scientifique britannique (° 14 février 1904).
- 1997 :
  - Lars Ahlin, écrivain suédois (° 4 avril 1915).
  - Robert Browning, historien byzantiniste britannique (° 15 janvier 1914).
  - Stan Drake, dessinateur américain, créateur de Blondie (° 9 novembre 1921).
  - Hugh Lawson (en), pianiste et compositeur de jazz américain (° 12 mars 1935).
  - Hugo Weisgall, compositeur américain (° 13 octobre 1912).
- 1998 :
  - Buddy Jeannette, entraîneur de basket-ball américain (° 15 septembre 1917).
  - Jean Shiley, athlète de saut en hauteur américaine (° 20 novembre 1911).
- 1999 : 
  - Herbert Jasper, neurobiologiste et neurologue québécois (° 27 juillet 1906).
  - Camille Laurin, psychiatre et homme politique québécois (° 6 mai 1922).
  - Stefan Schnabel, acteur allemand (° 2 février 1912).
- 2000 : Alfred Schwarzmann, gymnaste allemand (° 23 mars 1912).

### XXIesiècle
- 2001 : Finn Ferner, skipper norvégien (° 10 mars 1920).
- 2002 :
  - Franjo Kuharić, cardinal croate, archevêque de Zagreb (° 15 avril 1919).
  - Albert Ritserveldt, cycliste sur route belge (° 13 octobre 1915).
  - James Tobin, économiste, prix Nobel d'économie en 1981 (° 5 mars 1918).
- 2003 :
  - Brian Cleeve, auteur de roman policier et d'espionnage britannique (° 22 novembre 1921).
  - Ivar Hansen, homme politique danois (° 1er novembre 1938).
- 2004 : 
  - Philip Arthur Fisher, écrivain et investisseur américain (° 8 septembre 1907).
  - Guðmundur Pálmason, géologue et joueur d'échecs islandais (° 11 juin 1928).
- 2005 :
  - Yvon Bourdet, historien et résistant français (° 8 juin 1920).
  - Aurelio Fierro, chanteur italien (° 13 septembre 1923).
  - Karen Wynn Fonstad, cartographe et écrivain américaine (° 18 avril 1945).
  - Claude-Louis Renard, amateur d'art, fondateur en 1967 du service « Recherches Art et Industrie » de la Régie Renault et initiateur de la première grande collection d'entreprise d'art contemporain en France (° 4 février 1928).
- 2006 :
  - Jean Cuq, général français, ancien chef d'état-major de la Force intérimaire des Nations unies au Liban (° 26 août 1927).
  - Robert Feliciaggi, homme politique français (° 15 mai 1942).
  - Bernard Geoffrion dit « Boom Boom », hockeyeur québécois (° 14 février 1931).
  - Slobodan Milošević, homme d'État serbe (° 20 août 1941).
  - Jesús Miguel Rollán, joueur espagnol de water-polo (° 4 mars 1968).
- 2007 : Betty Hutton, actrice et chanteuse américaine (° 26 février 1921).
- 2008 : 
  - Oreste Carpi, peintre italien (° 3 novembre 1921).
  - Adam Rayski, résistant et historien français (° 14 août 1913).
- 2009 : 
  - Péter Bacsó, cinéaste hongrois (° 6 janvier 1928).
  - Grady Lewis, basketteur puis entraîneur américain (° 25 mars 1917).
- 2010 :
  - Donny George, professeur, archéologue, anthropologue et écrivain irakien (° 23 octobre 1950).
  - Charles Moore (en), photographe américain (° 9 mars 1931).
  - Merlin Olsen, ancien joueur de football américain, commentateur sportif et acteur ayant joué dans la série La Petite Maison dans la prairie (° 15 septembre 1940).
- 2011 : 
  - Faith Brook, actrice britannique (° 16 février 1922).
  - Sid Couchey, dessinateur de comics américain (° 24 mai 1919).
  - Charles-Albert Poissant, homme d'affaires, fiscaliste et philanthrope québécois (° 1925).
  - Gösta Schwarck, compositeur et homme d'affaires danois (° 14 septembre 1915).
  - John Souza, joueur américain de football américain (° 12 juillet 1920).
- 2012 : Micheline Sandrel, journaliste et écrivaine française (° 27 mai 1918).
- 2013 :
  - Helga Arendt, athlète de sprint allemande (° 24 avril 1964).
  - Martin Bormann junior, théologien allemand (° 14 avril 1930).
  - Charles Tamboueon, footballeur puis entraîneur français (° 6 décembre 1939).
  - Boris Vassiliev, écrivain soviétique puis russe (° 21 mai 1924).
- 2014 :
  - Joel Brinkley, journaliste américain (° 22 juillet 1952).
  - Marilyn Butler, historienne et critique littéraire britannique (° 11 février 1937).
  - Bob Crow, syndicaliste britannique (° 13 juin 1961).
- 2017 :
  - András Kovács, réalisateur et scénariste hongrois  (° 20 juin 1925).
  - Ángel Parra, chanteur chilien (° 27 juillet 1943).
- 2020 : Didier Bezace, comédien français (° 10 février 1946).
- 2021 : 
  - Ray Campi, chanteur de country, de rock 'n' roll et de rockabilly américain (° 20 avril 1934).
  - Francis Hardy, homme politique français (° 14 décembre 1923).
  - Archie Lang, homme politique canadien (° 2 avril 1948).
  - J.P. Love, acteur et producteur suisse (° ?).
  - Isidore Mankofsky, directeur de la photographie américain (° 22 septembre 1931).
  - Peter Patzak, réalisateur autrichien (° 2 janvier 1945).
  - Charles Walker, homme politique puis diplomate fidjien (° 12 juin 1928).
  - Norman J. Warren, réalisateur, producteur, scénariste et monteur britannique (° 25 juin 1942).
- 2022 :
  - Amarande, actrice et chanteuse française (° 31 août 1933).
  - Rupiah Banda, homme politique et d'État zambien (° 13 février 1937).
  - Traci Braxton, autrice-interprète, présentatrice radio, personnalité de la télévision et philanthrope américaine (° 2 avril 1971).
  - Paul Genevay, athlète de sprint français (° 21 janvier 1939).
  - Andreï Kolesnikov, militaire de l'armée de terre russe (° 6 février 1977).
  - Jun Kondō, physicien théoricien japonais (° 6 février 1930).
- 2023 :
  - Ahlem Belhadj, pédopsychiatre et professeure agrégée de médecine tunisienne, militante féministe (° 1964).
  - Amy Fuller, rameuse américaine (° 30 mai 1968).
  - Bud Grant,  basketteur américain (° 20 mai 1927).
  - John Jakes, écrivain américain (° 31 mars 1932).
  - Keith Johnstone, metteur en scène, scénariste, réalisateur de cinéma, improvisateur, acteur, pédagogue canadien (° 21 février 1933).
  - Karoline Käfer, athlète de sprint autrichienne (° 31 octobre 1954).
  - Ignacio López Tarso, acteur de cinéma et de télévision puis homme politique mexicain (° 15 janvier 1925).
  - Takeshi Noma, homme politique japonais (° 3 avril 1934).
  - Michel Peyramaure, romancier français (° 30 janvier 1922).
  - Bill Tidy, auteur de bandes dessinées britannique (° 9 octobre 1933).
  - Costa Titch, auteur-compositeur, rappeur et danseur sud-africain (° 26 janvier 1995).
- 2024 : 
  - Paul Alexander, avocat américain, survivant de la poliomyélite (° 30 janvier 1946).
  - Louis Brien, artiste-graveur canadien (° 1941).
  - Madeleine Chapsal, écrivaine et journaliste française (° 1er septembre 1925).
  - Emilio Correa, boxeur cubain (° 21 mai 1953).
  - Paul Denis, homme politique haïtien (° 1942).
  - François Dupuy, théoricien du management et sociologue français (° 18 août 1947).
  - Michel Ferlus, linguiste français (° 15 septembre 1935).
  - Marian Gołębiewski, évêque catholique polonais (° 22 septembre 1937).
  - Malachy McCourt, acteur et écrivain américain (° 20 septembre 1931).
  - Tamar Pelleg-Sryck, avocate et militante des droits de l'Homme israélienne (° 2 juin 1926).
  - Pete Rodríguez, compositeur et musicien américain de boogaloo (° 16 avril 1932).
  - Jacques Touret, ingénieur, géologue, minéralogiste, pétrographe et professeur français (° 2 janvier 1936).
  - Miriam Weledji, avocate camerounaise (° 13 décembre 1937).
- 2025 :
  - Junior Bridgeman, basketteur américain (° 17 septembre 1953).
  - Blanca Castilla de Cortázar Larrea, anthropologue, philosophe et théologienne espagnole (° 25 juillet 1951).
  - Vincent Mangeat, architecte suisse (° 21 avril 1941).
  - Norair Nurikyan, haltérophile bulgare (° 26 juillet 1948).
  - Anthony Phelps, écrivain haïtien (° 25 août 1928).
  - Cocoa Tea, auteur-interprète de reggae et de dancehall jamaïcain (° 3 septembre 1959).

## Célébrations
- Journée mondiale de la plomberie[9].
- Journée mondiale de prière pour la Birmanie (Global day of prayer for Burma)[10].
- Journée européenne des victimes du terrorisme en mémoire des attentats de Madrid du 11 mars 2004 qui causèrent 191 morts[11], célébrée par exemple en 2020 conjointement par l'Espagne, la France et l'Union européenne via notamment le roi Philippe VI, son épouse, le président Macron et son épouse ainsi que le gouvernement, quelques figures des institutions de l'Europe sur le parvis des droits de l'homme Place du Trocadéro à Paris (16e).
- Lituanie : journée du rétablissement de l’État lituanien indépendant vis-à-vis de l'Union soviétique en 1990.

### Religieuse
- Bahaïsme : dixième jour du mois de l'élévation / ‘alá’ consacré au jeûne dans le calendrier badí‘.

### Saints des Églises chrétiennes

#### Saints catholiques et orthodoxes du jour
Saints catholiques et orthodoxes du jour :
- Alberte d'Agen († 286), sœur de sainte Foy, martyre à Agen sous Dioclétien.
- Benoît de Milan (it) († 725), 43e évêque de Milan.
- Constantin (en) († 576), roi et martyr en Écosse.
- Euloge de Cordoue († 859), prêtre et martyr à Cordoue.
- Eunice († Ier siècle), mère de saint Timothée.
- Firmin d'Ancôme († 1020), moine.
- Georges du Sinaï († VIe siècle), moine.
- Óengus (en) († 824), moine près de Dublin.
- Pionius († 250), martyr à Smyrne.
- Rosine d'Augsbourg († IVe siècle), martyre à Wendlingen.
- Sophrone de Jérusalem († 639), patriarche de Jérusalem.
- Trophime et Thale († 301), martyrs à Laodicée de Syrie.
- Vigile d'Auxerre († 689), 21e évêque d'Auxerre, assassiné sur ordre de Waratton.
- Vindicien d'Arras († 712), 2e évêque d'Arras.

#### Saints et bienheureux catholiques du jour
Saints et bienheureux catholiques du jour :
- Aure († 1069 / 1070) / Aurée, Aurea ou Oria, religieuse au monastère de San Millán de la Cogolla.
- Dominique Cam († 1859), prêtre dominicain vietnamien martyr à Hưng Yên au Tonkin.
- Jean Kearney († 1653), bienheureux franciscain irlandais martyr à Clonmel.
- Jean Righi (it) († 1539), bienheureux franciscain ermite à Masaccio.
- Marc Chong Ui Boe († 1866), catéchiste et Alexis U Se-yong, martyrs à Sai-Nam-The en Corée.
- Thomas Atkinson († 1616), bienheureux prêtre anglais et martyr à York.

#### Saints orthodoxes du jour (aux dates parfois"juliennes"/ orientales)
Saints orthodoxes du jour outre les saints œcuméniques voire pré-schismatiques ci-avant...
- Euthyme de Novgorod († 1428), évêque.
- Théodora d'Epire († XIIIe siècle), princesse devenue moniale.

### Prénoms du jour
Bonne fête aux Rosine et ses variantes : Rosina, Rossinante, Rosyne (Roseline et variantes plutôt les 17 janvier, Rose les 23 août, Rosalie les 4 septembre etc.).
Et aussi aux :
- Constantin (Tintin plutôt pour les Valentin des 14 février) ;
- Sophrone et sa variante Sophronie.

## Traditions et superstitions

### Dictons
- « Bon rédeux (éleveur de lapins) à saint-Euloge, voit les jeunes lapins à l'auge. »[14]
- «  Le redoux à saint-Euloge, voit les jeunes lapins à l'auge. »[réf. nécessaire]
- « Qui a bu à la sainte-Rosine, boira à la sainte-Blandine [les 2 juin]. »[15]

### Astrologie
- Signe du zodiaque : 21e jour du signe astrologique des Poissons (22e en cas d'année bissextile).